# Кагамлик Світлана Романівна
Кагамлик Світлана Романівна (до шлюбу — Федорків; 22 жовтня 1961 року, село Косів, Чортківський район, Тернопільська область, Україна) — українська науковиця, історик, архівіст, доктор історичних наук, старший науковий співробітник Центру українознавства філософського факультету Київського національного університету імені Тараса Шевченка.

## Біографія
Народилася 22 жовтня 1961 року у селі Косів Чортківського району Тернопільської області. Закінчила історичний факультет Київського державного університету імені Тараса Шевченка у 1982 році.
Працювала у 1982 – 1998 роках молодшим, згодом старшим науковим співробітником Центрального державного історичного архіву України в місті Києві.
З листопада 1998 року – вчений секретар Інституту українознавства Київського державного університету імені Тараса Шевченка.
У 2000 році в Інституті історії України НАН України захистила дисертацію кандидата історичних наук; старший науковий співробітник (2006).
З вересня 2000 року – науковий, з січня 2002 року і донині – старший науковий співробітник Центру українознавства філософського факультету Київського національного університету імені Тараса Шевченка.
У 2021 році в Тернопільському національному педагогічному університеті імені Володимира Гнатюка захистила докторську дисертацію «Українська православна ієрархія ранньомодерного часу: інтелектуальний та духовний виміри».
Член редколегії (заступник відповідального редактора) збірників наукових праць «Вісник Київського національного університету імені Тараса Шевченка. Серія: Українознавство» та «Українознавчий альманах». Підготувала двох кандидатів історичних наук.
В колі інтересів науковиці сфера культурна і духовна сфера життя українського народу, роль і місце української церковної еліти в соціумі ранньомодерного часу, духовний світ та інтелектуальний потенціал українських ієрархів. В науковому доробку має 5 авторських монографій, понад 100 наукових праць у збірниках і часописах і понад 200 статей енциклопедичного характеру.

## Нагороди
- Медаль Академії Наук УРСР з премією для студентів вищих навчальних закладів за студентську конкурсну роботу (1982);
- Орден Преподобного Агапіта Печерського ІІІ ступеня (2005);
- Орден Святої великомучениці Варвари – за заслуги з утвердження Помісної Української Православної Церкви (2005);
- Премія імені Тараса Шевченка Київського національного університету імені Тараса Шевченка (2008);
- Грамота митрополита Київського і всієї України Володимира (2010).

### Монографії
- Українська православна ієрархія ХVІІ–ХVІІІ ст.: інтелектуальний та духовний виміри. К., 2018. 776 с.
- Києво-Печерська лавра: світ православної духовності і культури (XVII–XVIII ст.). К., 2005. 552 с.
- Світло духовності і культури. К., 2008. 327 с.
- Церковні адвокати України кінця ХVІІ–ХVІІІ ст. у захисті Православної Церкви в умовах російського централізму. К., 2017. 548 с.
- Століття протистояння. Українська церковна еліта і російський централізм. 1686–1786. Lambert Academic Publishing, 2018. 110 с.

### Наукові статті
- Українці чи росіяни? (До питання про ідентичність ієрархів українського походження на службі в Російській імперії XVIII ст.) // Вісник Київського національного університету імені Тараса Шевченка. Серія: Українознавство. 2012. Випуск 16. С. 28–32.
- Українська церковна еліта як цивілізаційний чинник Російської імперії (на матеріалах XVIII ст.) // Українознавчий альманах. 2014. Випуск 17. С. 77–80.
- Українська церковна еліта в умовах російського централізму. Спроби відновлення давніх прав Православної Церкви за часів Петра ІІ (1727–1730) // Вісник Київського національного університету імені Тараса Шевченка. Історія. 2017. Випуск 3 (134). С. 17–20 (Index Copernicus).
- Православна Церква в Україні: від колоніального стану до автокефалії // Українознавчий альманах. 2018. Випуск 23. С. 55–59.
- Polskie wpływy na powstawanie i działalność ukraińskiej prawosławnej elity cerkiewnej czasu nowożytnego // Bibliotekarz Podlaski. 2015. № XXXI. S. 130–139.
- Магілёў у кантэксце літаратурна-выдавецкай дзейнасці ўкраінскіх архірэяў XVII–XVIII ст. // Спірыдон Собаль і вытокі магілёўскага кнігадруку = Spirydon Sobаl and the origins of Mahilioŭ book-printing. Мінск, 2016. S. 172–180.
- Ukrainians on the Head of Russian Eparchies in the XVIII century: typology of identity // Modern Science – Moderní věda. 2016. Ч.2. С. 158–163.
- Phenomenon of the Ukrainian Orthodox Church hierarchy of the 17th and 18th centuries // Modern Science – Moderní věda. 2018. № 5. S. 118–124.
- Kyiv-Mohyla Academy Intellectual Space as a Manifestation of Intercultural Communications (on the Basis of the Ukrainian Hierarchs’ Epistolary Legacy // Kyiv-Mohyla Humanities Journal. 2018. 5. S. 61–82 (Web of Science).

### Енциклопедичні та довідкові видання
- Києво-Могилянська академія в іменах. ХVІІ–ХVІІІ ст. К., 2001 (112 біографічних статей, з них 19 у співавторстві).
- Архів Києво-Печерської лаври. Вип. 1. Фонд Києво-Печерської лаври. Іменний покажчик / упорядк. С. Р. Кагамлик. К., 2007. 270 с.
- Архів Києво-Печерської лаври. Вип. 1. Фонд Києво-Печерської лаври. Предметно-тематичний покажчик / передмова і упорядк. С. Р. Кагамлик. К., 2008. 352 с.
- Українці Санкт-Петербурга, Петрограда, Ленінграда. Вишгород, 2013 (50 біографічних статей)[5][6].